# Jindřich Maudr
Jindřich Maudr (Praga, Checoslovaquia, 10 de enero de 1906-ídem, 1 de mayo de 1990) fue un deportista checoslovaco especialista en lucha grecorromana donde llegó a ser subcampeón olímpico en Ámsterdam 1928.

## Carrera deportiva
En los Juegos Olímpicos de 1928 celebrados en Ámsterdam ganó la medalla de plata en lucha grecorromana estilo peso gallo, tras el alemán Kurt Leucht (oro) y por delante del italiano Giovanni Gozzi (bronce).